# ميخائيل كراوس
ميخائيل كراوس (بالإنجليزية: Michael Kraus)‏ (10 سبتمبر 1984 بممفيس في الولايات المتحدة - ) هو لاعب كرة قدم أمريكي في مركز الوسط. لعب مع سبورتينغ كانساس سيتي ونادي توكسون وMemphis Express (soccer) ‏ ودي موين  مانس ‏.

## وصلات خارجية
- ميخائيل كراوس على موقع قاعدة بيانات كرة القدم.إي يو (الإنجليزية)